# U-143号潜艇 (1940年)
U-143号（德語：U 143）是纳粹德国战争海军建造的十六艘II-D型近岸潜艇（或称U艇）之一。它由基尔的德意志造船厂承建，于1940年8月10日下水，至同年9月18日交付使用。第二次世界大战期间，该艇曾执行过四次巡逻作战，共计击沉1艘同盟国商船，容积总吨为1,409吨。1945年5月5日，U-143号在黑尔戈兰岛投降，随后被转运至英国，于12月22日在“舷窗行动”中被翁斯洛号驱逐舰以火炮击沉。

## 设计
II级潜艇是从一战中德意志帝国海军的UB级和UF级近岸潜艇发展而来。其外观尺寸小，造价便宜且易于生产，在很短时间内便能造好。这款艇具在设计上吸收了为芬兰海军定制的欧洲水鼬号的优点，是非常出色的训练艇。但由于它们体积较小，在海面上容易剧烈颠簸，因此也被德国人戏称为“独木舟”（Einbaum）。尽管如此，一些II级艇在训练任务与战斗行动中表现相当出色，许多II级艇的衍生型号也相继被建造出来。
U-143号是一款用于近岸水域作战的II-D型单壳体潜艇。与前型相比，它的司令塔更大、塔后部增加了高射炮发射平台，艇身外部壳体两侧还设计了醒目的鞍状水箱。鞍状水箱除了能利用在压载水舱和燃料箱中以提高活动半径之外，对于潜艇在暴风雨天气中的航行也有好处。艇只的全长43.97米、舷宽4.92米、高8.4米，并有3.93米的吃水深度，水上和水下排水量则分别增加至314吨和364吨。II-D型艇采用两台曼海姆发动机厂（MWM）生产的六缸四冲程350匹公制馬力（260千瓦特）柴油机用于水面运行，以及两台各配备36个AFA蓄电池组的205匹公制馬力（150千瓦特）西门子-舒克特（SSW）电动发电机用于水下航行；水面最高航速12.7節（23.5每小時），水下7.4節（13.7每小時）；能够在水面以8節（15每小時）航速续航5,650海里（10,460），或以4節（7.4每小時）连续在水下航行56海里（104）而无需充电。它采用双轴和两副直径为0.85米的螺旋桨，具备在80－150米的深度运行的能力，紧急下潜需时30秒。
武器装备方面，U-143号在艇艏内置有三具管径为533毫米的鱼雷发射管，呈倒三角形布置，其中左舷一具、右舷一具、底部的中线上还有一具；它们合共配备5枚G7型鱼雷，或可携带最多12枚TMA水雷。此外，该艇还搭载有一门20毫米30式高射炮作为甲板炮。其标准船员编制为3名军官及22名水兵。

## 历史
1939年9月25日，海军造舰局正式将十六艘II-D型潜艇（U-137至U-152号）的建造合同发包予基尔的德意志造船厂。其中U-143号于1940年1月3日开始铺设龙骨，同年8月10日下水，至9月18日在前U-18号艇长、海军中尉恩斯特·门格森的指挥下交付使用。该艇的主保城市为赖兴贝格，故而在艇身的司令塔上漆有该市的纹章。直到1941年，船员们在艇内都会佩戴饰以金龟子图案的船形帽，因此U-143号也有着“金龟子艇”（Maikäferboot）的绰号。
完成海试后，该艇先是以训练艇身份编入驻基尔的第1潜艇区舰队服役至11月2日，随后成为驻梅默尔的第24潜艇区舰队的一份子，继而从1941年1月1日开始以教学艇身份换编至驻戈滕哈芬的第22潜艇区舰队。在苏德战争爆发前后，它又从1941年4月1日至9月12日期间被抽调至驻基尔的第3潜艇区舰队作前线艇，然后重返第22区舰队恢复教学艇职责。随着苏联红军于1945年初发动东波美拉尼亚攻势，德国人被迫放弃戈滕哈芬基地，U-143号遂跟随区舰队自1945年2月起移驻威廉港。同年5月5日，该艇在黑尔戈兰岛向盟军投降，并于6月30日从威廉港转运至英国的瑞安湖。作为“舷窗行动”的一部分，U-143号于12月22日凌晨03:15在由丘比特号巡防舰拖曳至指定地点的途中，因发生缆绳断裂而被驱逐舰翁斯洛号就地以火炮击沉，沉没地点大致位于55°58′N 09°35′W / 55.967°N 9.583°W、即编号为AM-5246号的海军网格处。
第二次世界大战期间，U-143号共执行过四次巡逻作战，仅击沉1艘同盟国商船。

### 作战巡逻
1941年4月19日，U-143号在海军中尉哈拉尔德·格尔豪斯的指挥下离开基尔执行首次巡逻。穿过威廉皇帝运河后，该艇因大雾而一度滞留在布伦斯比特尔，继而前往北大西洋、法罗群岛、设得兰群岛、奥克尼群岛和赫布里底群岛游曳。它在返程途中曾于5月13日在挪威的卑尔根停留以维修潜望镜，然后途经布伦斯比特尔和威廉皇帝运河于5月18日到达基尔。在此次29天的航行中，没有任何舰船被击沉或击伤。接下来的两次巡逻分别于6月9日至29日和7月6日至21日执行，同样是去往与此前相同的海域，但格尔豪斯均一无所获。
直到8月17日至9月12日执行的第四次巡逻中，U-143号才取得服役生涯中仅有的一次战功：8月23日23:47，注册吨位为1,409吨的挪威货船英格号（Inger）在苏格兰的刘易斯角西北约30海里（56）处被格尔豪斯发射的鱼雷击沉。由于不明原因，该船受命由两艘武装拖网船护送返回尤湾。它被两枚鱼雷击中并立即沉没。其中一艘救生艇浮出水面，3名幸存者救出了另外11人，但至翌日上午便再也没有看到其他幸存者。共有7名挪威船员和2名英国炮手丧生。

## 袭击历史摘要
| 日期          | 船名   | 船籍 | 吨位  | 结局 |
| ------------- | ------ | ---- | ----- | ---- |
| 1941年8月23日 | 英格号 | 挪威 | 1,409 | 击沉 |